# Sulia (geslacht)
Sulia is een geslacht van uitgestorven vliesvleugeligen uit de familie Encyrtidae. De wetenschappelijke naam van dit geslacht werd voor het eerst geldig gepubliceerd in 1900 door Simutnik.

## Soorten
- † Sulia glaesaria Simutnik, 2015